# Tokopedia
Tokopedia est une entreprise de commerce électronique indonésienne créée en 2009.

## Histoire
En décembre 2018, Softbank et Alibaba annonce investir 1,1 milliard de dollars dans Tokopedia, qui à la suite de cela à une capitalisation évaluée à 7 milliards de dollars.
En mai 2020, Tokopedia est l'objet d'une attaque informatique, qui permet l'accès à des informations personnelles à entre 15 et 91 millions de personnes.